# Kaponjär

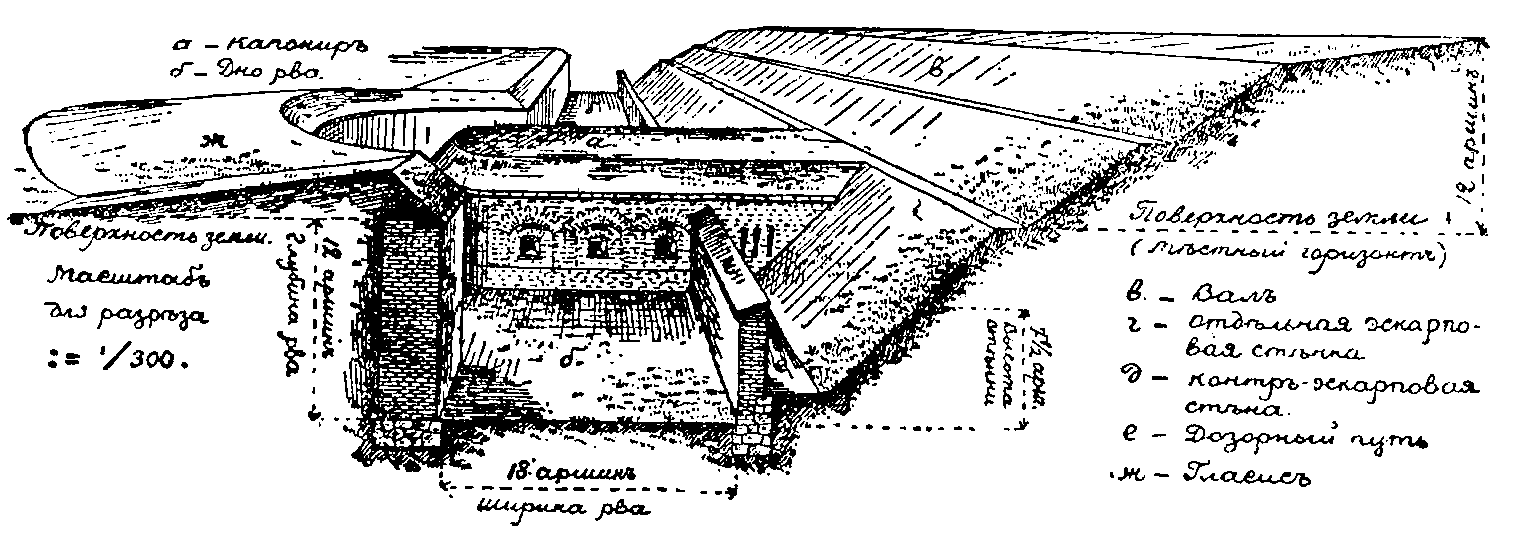
Principskiss av en kaponjär liknande de som finns i stormgraven på Karlsborgs fästning. Denna typ var ofta halvrund framtill och rätlinjig baktill samt lägre än och utskjutande från fästningsvallen. De syftade till att ge möjlighet att skjuta mot mål i stormgraven och längs med vallen. De kunde bestyckas med kaponjärkanoner.

En kaponjär är en utstickande del inom ett befästningsverk med syfte att ge möjlighet att beskjuta området omedelbart framför eskarpen eller fästningsmuren, så kallad flankeringseld.
Den ena varianten av kaponjärsystem har en invallad eller täckt gång från själva befästningen till ett befäst utanverk, till exempel en ravelin eller en skans. Det är den befästa byggnad som försvarar gången mellan fästning och utanverk som utgör den egentliga kaponjären. Ett kaponjärsystem av liknande typ knöt samman Göteborgs fästningsvallar med Skansen Kronan på den plats där Kaponjärgatan går idag. Ett annat exempel kan ses i Fredrikstad i Norge, mellan fästningarna Gamlebyen och Kongsten Fort. Den andra varianten, som blev vanlig på 1800-talet, var en kraftigt byggd utstickande del i fästningsmuren, varifrån flankeringseld kunde ges. Denna typ av kaponjärer användes på långa flanker av befästningen.
Exempel på kaponjärer av den senare typen, kan man i Sverige hitta i t.ex. Karlsborgs fästning, Oskar-Fredriksborg samt Rindö redutt.

## Galleri

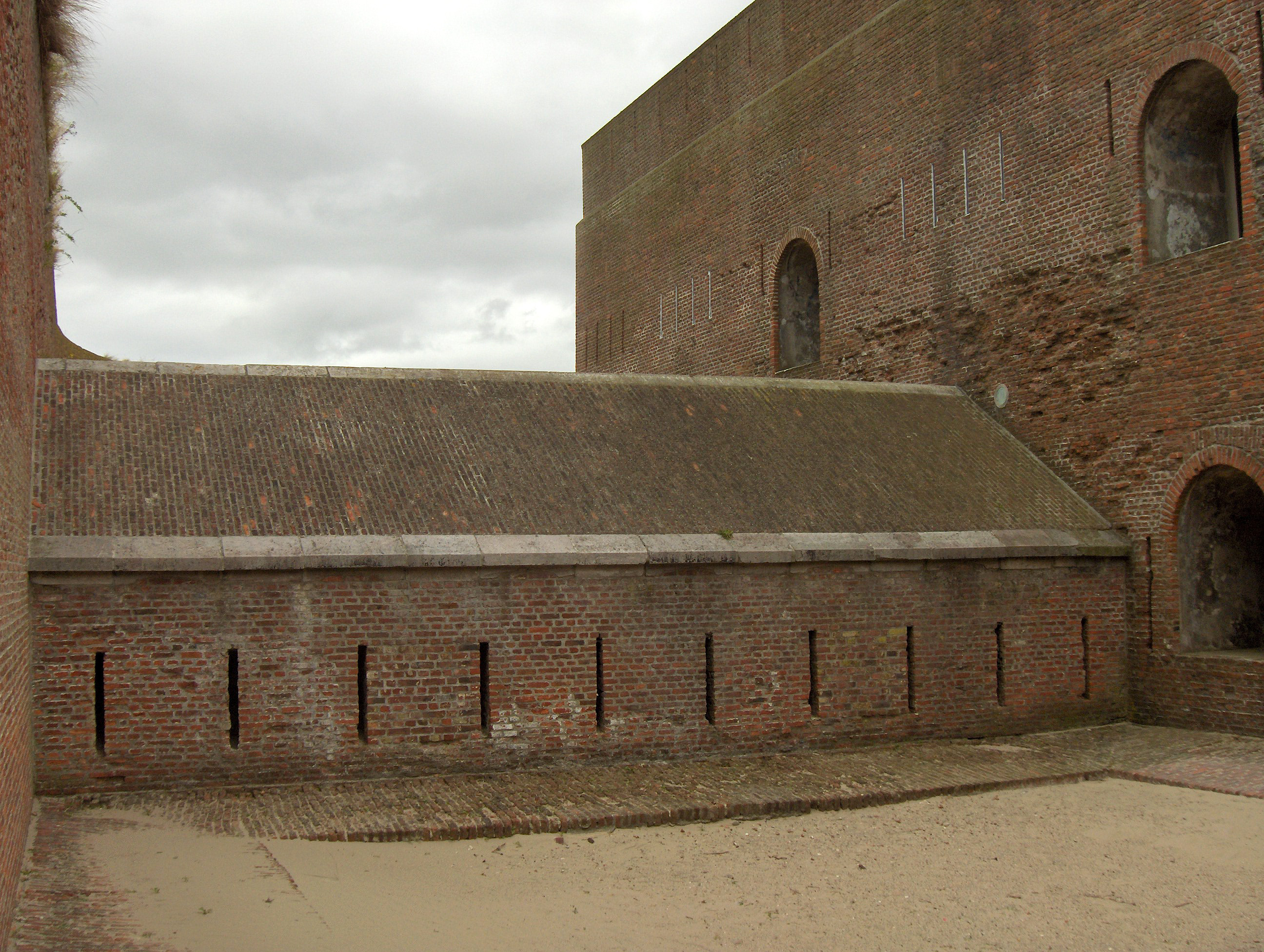
Kaponjär i form av en täckt gång tvärs över stormgraven. Fort Napoleon, Oostende.
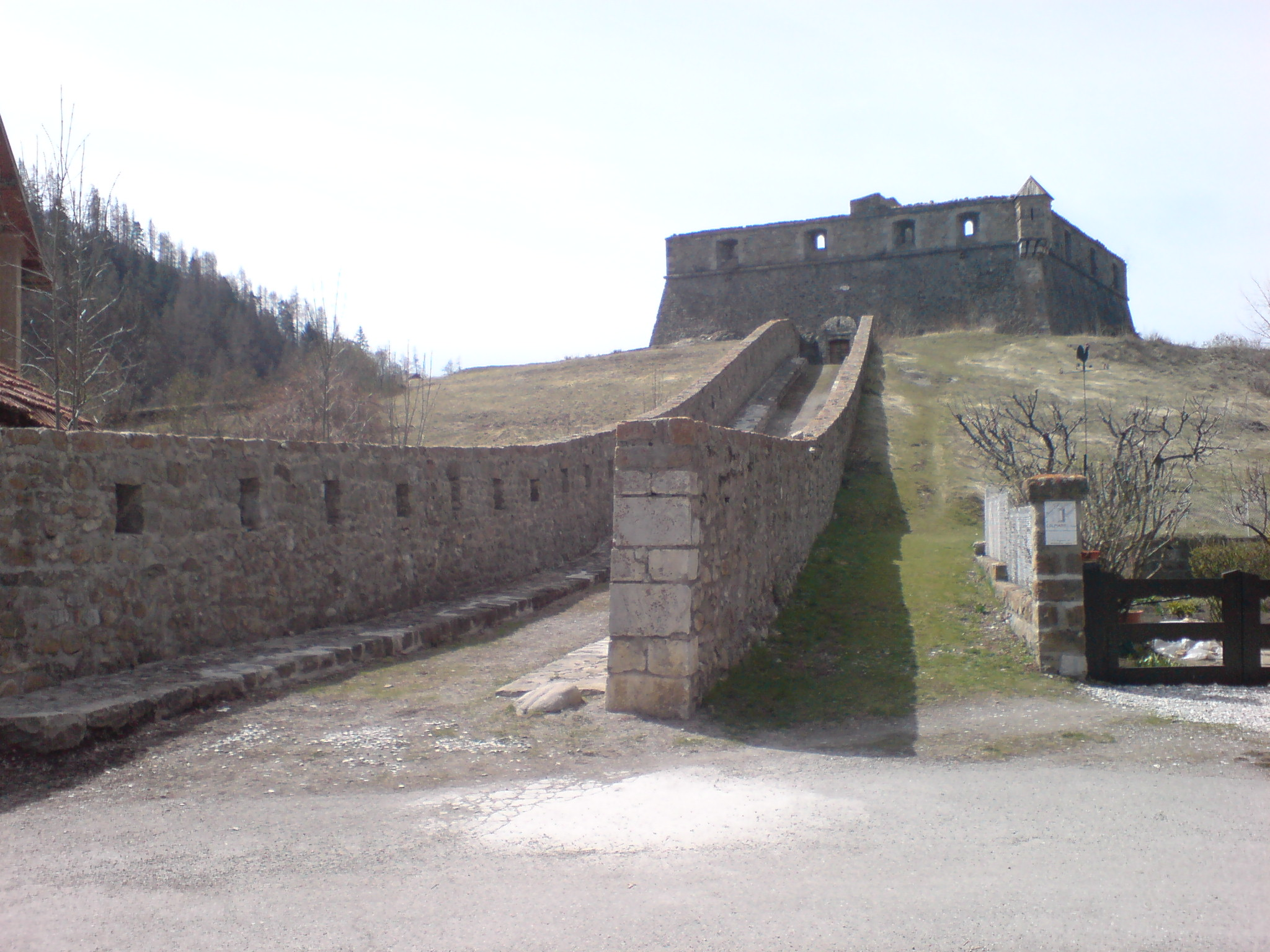
Kaponjär i form av en befäst gång, Fort de France, Colmars, Provence-Alpes-Côte d’Azur. (ej att förväxla med Colmar i Alsace)
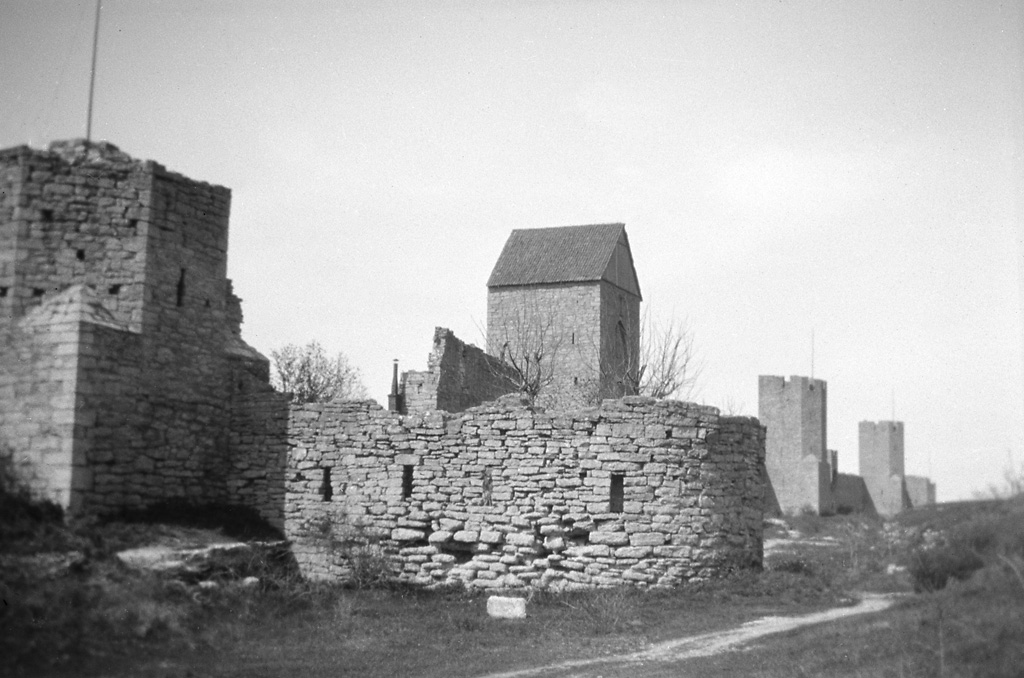
På 1500-talet förstärktes Visby ringmur med kaponjärererna Smörasken och Sparbössan.
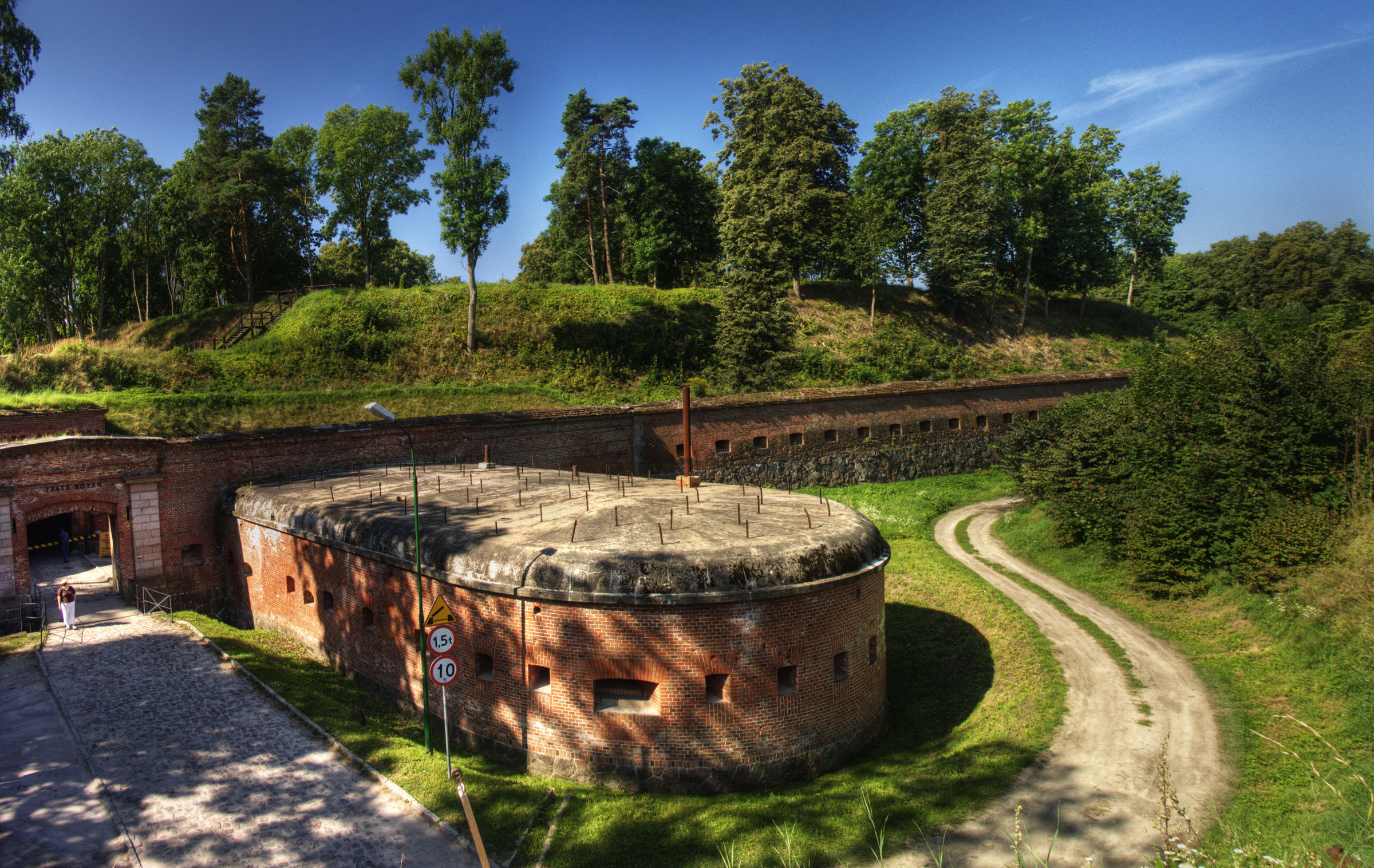
Kaponjär i fästningen Twierdza Boyen, byggd 1844-1855, i Giżycko, Polen.
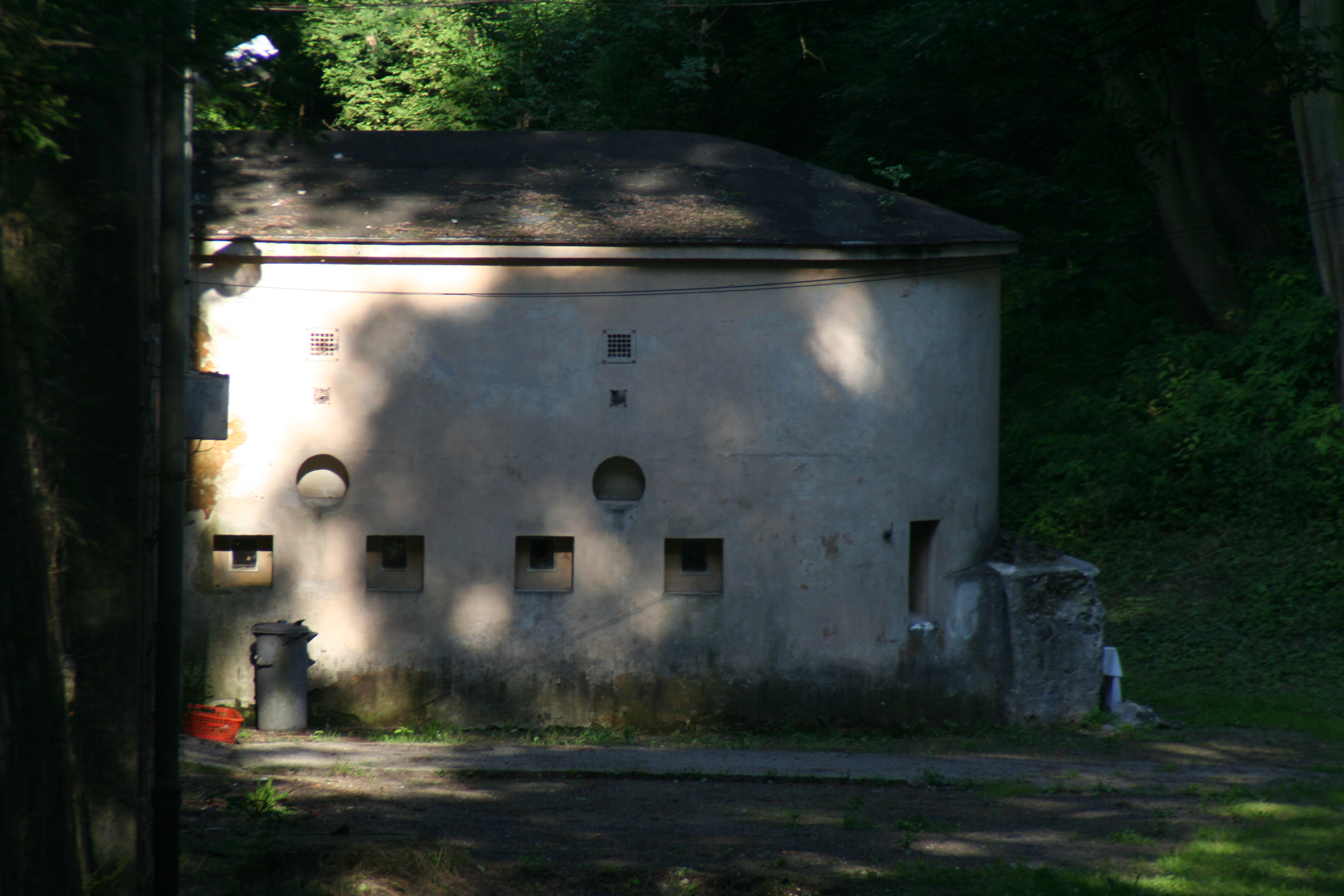
Kaponjär på Fort Dłubnia, Krakow, 1890-tal.
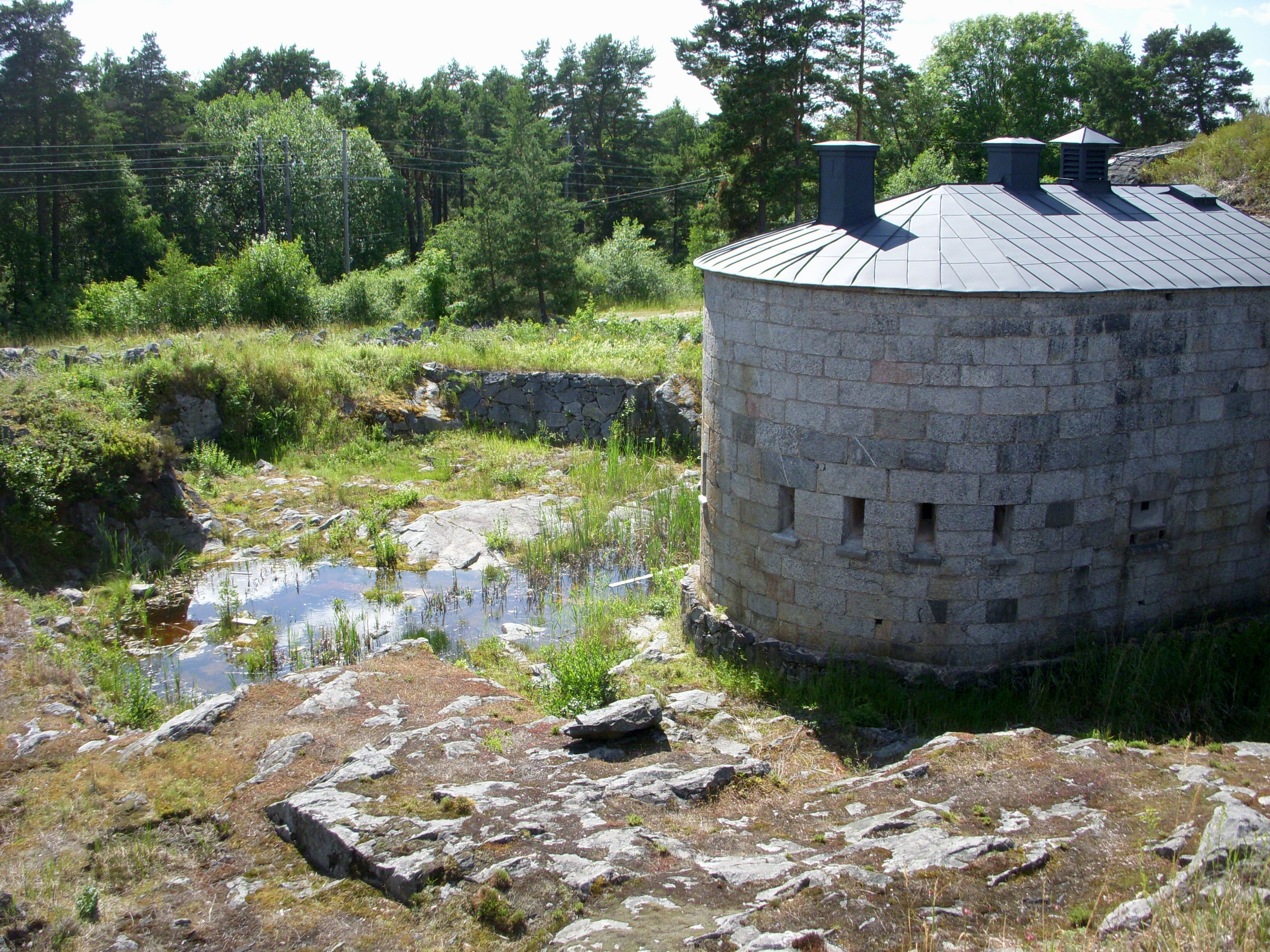
Kaponjären i Sydöstra torrgraven på Rindö redutt i Vaxholmslinjen, 1860-tal.